# Ľudovít Pramuka
Ľudovít Pramuka (31. července 1922 – 4. srpna 1972)) byl slovenský a československý politik Komunistické strany Slovenska a poúnorový poslanec Národního shromáždění ČSR.

## Biografie
Ve volbách roku 1948 byl zvolen do Národního shromáždění za KSČ ve volebním kraji Liptovský Svätý Mikuláš. V parlamentu zasedal do dubna 1952, kdy rezignoval a nahradil ho Juraj Libovič. V letech 1949-1950 se uvádí jako člen Ústředního výboru Komunistické strany Slovenska.